# Mścisław (książę obodrzycki)
Mścisław – książę Obodrytów panujący na początku XI wieku. Prawdopodobnie syn Mściwoja.
Jedyna pewna informacja na jego temat pochodzi z kroniki Thietmara, który pod rokiem 1018 zanotował wybuch reakcji pogańskiej w państwie obodrzyckim, wywołanej odwetową interwencją wielecką za nieudzielenie im pomocy w wyprawie przeciwko Polsce. Mścisław usiłował bronić się w stołecznym Schwerinie, opuszczony jednak przez poddanych musiał wraz z żoną i synową uchodzić z kraju. Zmarł na wygnaniu w Saksonii. Po wygnaniu władcy państwo rozpadło się na trzy części, a Obodryci na pewien czas powrócili do pogaństwa. W 1019 roku w sprawie obalonego Mścisława interweniował zbrojnie król duński Kanut, zdobywając jeden z obodrzyckich grodów.

Jego synem był Przybygniew (książę obodrzycki).